# Dzamandzar
Dzamandzar, noto anche come Djamandjar o Djamandjary, è un centro abitato che sorge sulla costa occidentale dell'isola di Nosy Be (Madagascar).
Con una popolazione di oltre 19.000 abitanti è il secondo centro più popoloso dell'isola.

## Economia

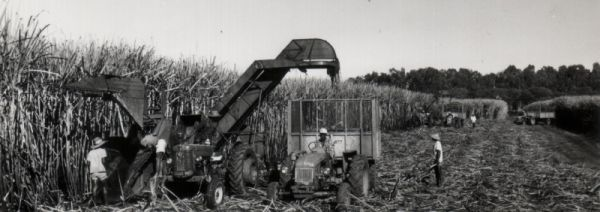
Raccolta meccanizzata della canna da zucchero

In passato il villaggio era sede di una fiorente attività di produzione e trasformazione della canna da zucchero.
Nella locale distilleria, che ha cessato l'attività nel 2005, si produceva lo Dzama, uno dei più apprezzati rum malgasci.